# Esther Amelia Dick
Esther Amelia Dick (1909-1985) est une mycologue américaine.